# 414 Liriope
414 Liriope eller 1896 CN är en asteroid i huvudbältet, som upptäcktes 16 januari 1896 av den franske astronomen Auguste Charlois. Den har fått sitt namn efter Liriope i den grekiska mytologin.
Asteroiden har en diameter på ungefär 88 kilometer och den tillhör asteroidgruppen Cybele.